# Euriphene saphirina
Euriphene saphirina är en fjärilsart som beskrevs av Karsch 1894. Euriphene saphirina ingår i släktet Euriphene och familjen praktfjärilar. Inga underarter finns listade i Catalogue of Life.